# Unione Sportiva Recanatese
L'Unione Sportiva Recanatese, meglio nota come Recanatese, è una società calcistica italiana con sede nel comune di Recanati, in provincia di Macerata. Nella stagione 2025-2026 milita in Serie D, la quarta divisione del campionato italiano.
Nata nel 1923, la Recanatese esordì nel calcio professionistico durante la stagione 1947-1948 in Serie C. Dal 2007 al 2022 ha partecipato ininterrottamente al campionato di Serie D. In bacheca annovera la vittoria di 2 campionati di Promozione, un campionato di Eccellenza e uno di Serie D: in quest'ultima categoria, la squadra ha anche vinto lo Scudetto nella stagione 2021-2022, diventando così la prima società delle Marche ad aver conquistato tale riconoscimento.

## Storia

### La nascita e l'esordio nel calcio professionistico
Poche e confuse sono le testimonianze riguardo ai primissimi anni di storia della Recanatese. Da segnalare è la partecipazione alla Serie C 1947-1948 in un periodo in cui le serie minori dovevano trovare ancora una loro forma definitiva e in cui il torneo di terza serie fu esteso a molte partecipanti.
Successivamente ha militato sempre in campionati dilettantistici marchigiani, senza mai riuscire ad arrivare nel massimo campionato dilettantistico, fino alla vittoriosa stagione 1989-1990. La Recanatese resta in Serie D fino alla stagione 1996-1997, anno in cui retrocede dopo aver disputato ottimi campionati di metà classifica. Tuttavia, a seguito della retrocessione, la squadra Leopardiana faticherà a tornare ad alti livelli. Infatti, dopo aver mancato la promozione alla prima occasione, i giallorossi disputeranno campionati deludenti fino a retrocedere in Promozione nella stagione 2003-2004.

### Gli anni in Serie D
Da qui parte la risalita della compagine giallorossa che, dopo aver perso a Falconara la finale play-off 2004-2005 contro la Fermignanese (5-3 dcr), ottiene una doppia promozione che sfocia nell'2006-2007 con la promozione in Serie D, categoria nella quale nell'anno del ritorno ( 2007-2008 ) non sfigura affatto, arrivando 6ª appena sotto la zona play-off.
La stagione successiva vede ancora la Recanatese disputare un buon campionato, chiuso con 45 punti in classifica ed un'onorevole 10ª posizione, così come l'ultima stagione del decennio, chiusa anch'essa con un'agevole salvezza. Seguiranno infine altri due buoni campionati da metà classifica: 8ª nel 2010-2011 e 10ª nel 2011-2012 dopo con un campionato sofferto nonostante il buon inizio di stagione (la squadra a dicembre era a ridosso della zona play-off).
La stagione 2012-2013 invece si rivela problematica sin dall'inizio. Dopo le incoraggianti prestazioni in Coppa Italia (vittoria per 2-1 all'Helvia Recina contro la Maceratese ed eliminazione dal dischetto dopo un ottimo 0-0 al Del Conero contro l'Ancona), la squadra ad ottobre incappa in una lunga serie di risultati negativi, ed entra in crisi. Solo nel finale di campionato la Recanatese si porta nella zona playout, dopo un lungo periodo di stasi tra l'ultima e la terzultima posizione. Tuttavia l'obiettivo minimo dei play-out svanisce col gol del 1-2 subito all'ultimo minuto dell'ultima gara di campionato giocata contro la Sambenedettese, che condanna sul campo il club giallorosso. Tuttavia la salvezza arriverà lo stesso. Il 7 agosto infatti la LND ripesca la squadra leopardiana, riconoscendone la buona gestione finanziaria.
È il preludio alla stagione che vede la Recanatese ottenere il miglior piazzamento della sua storia nel massimo campionato dilettantistico, a seguito di un'entusiasmante rimonta, condita da una sola sconfitta nell'arco di tutto il girone di ritorno. Il campionato 2013-2014 parte male (9 punti nelle prime 11 partite e una sola vittoria casalinga), ma dopo il cambio di conduzione tecnica alla 12ª giornata e il progressivo innesto di giocatori esperti e di categoria, la Recanatese comincia ad inanellare ottime prestazioni e a macinare punti, perdendo soltanto 3 gare fino a fine stagione. Succedendosi vittorie importanti e qualche pareggio di troppo, si arriva alla chiave di volta della stagione, ossia la brutta e salutare sconfitta interna per 1-2 con la Renato Curi Angolana alla 22ª giornata. Sarà infatti l'ultima sconfitta stagionale, perché di lì in poi la squadra sfodererà, domenica dopo domenica, prestazioni sempre più convincenti e di personalità. Degne di nota le vittorie con Vis Pesaro (1-3), Maceratese (2-0), Sulmona (0-1) e il pareggio al Del Conero contro l'Ancona (1-1) che rinviò la festa promozione dei dorici.
La stagione successiva, al contrario, si rivela piuttosto anonima e difficoltosa. I giallorossi stazionano per l'intera durata del campionato a ridosso della zona play-out, riuscendo a uscirne definitivamente e quindi a salvarsi matematicamente solo all'ultima giornata, pareggiando 2-2 al Carotti di Jesi contro la Jesina, già salva da tempo.
Di ben altro spessore si rivela la stagione 2015-2016. La squadra parte col freno a mano tirato, sebbene offra talvolta sprazzi di buon calcio. Tuttavia una serie di infortuni e una progressiva perdita d'identità della squadra portano i Leopardiani a sbagliare partite importanti. La classifica deficitaria e una serie di sconfitte consecutive portano all'esonero di Magrini a cavallo tra l'undicesima e la dodicesima giornata. Con l'arrivo del nuovo tecnico Mecomonaco, la squadra comincia a macinare punti e a rimontare dalle zone basse della classifica. Degne di nota sono la vittoria casalinga con l'allora vice-capolista San Nicolò (2-1) e il pareggio per 1-1 al Riviera delle Palme contro la Sambenedettese, futura vincitrice del campionato. Per conoscere la prima battuta d'arresto del nuovo corso bisognerà attendere la partita casalinga del 6 gennaio contro il Campobasso (1-2). Dopodiché la Recanatese conquisterà 19 punti in 9 giornate, affermandosi come una delle squadre più in forma del campionato, raggiungendo, in seguito alla vittoria esterna del 6 marzo contro la Folgore Veregra (2-3), il quinto posto valido per l'accesso ai play-off, traguardo mai raggiunto in 16 anni di Serie D. I giallorossi ingaggiano un'avvincente sfida con Jesina, San Nicolò e Fermana per la conquista del 5º posto, e riescono a mantenere la posizione fino alla penultima giornata quando cedono 0-1 nel big-match casalingo con la stessa Fermana, che sorpassa la Recanatese in classifica e si aggiudica matematicamente l'ultima posizione valida per partecipare ai play-off.
Ben più travagliata è la stagione 2016-2017 che vede i giallorossi stazionare per tutto il campionato sul fondo della graduatoria. Il terzultimo posto in classifica non è sufficiente per raggiungere il play-out in quanto il distacco in classifica dalla sestultima classificata, il Campobasso è di ben 11 punti. La società viene comunque ripescata in estate ed inizia una opera di ristrutturazione interna che porta immediatamente il club ad ottenere risultati migliori in Serie D e soprattutto a trionfare nel Campionato Nazionale Juniores.

### Il ritorno in Serie C
Nella stagione 2021-2022, la società riconferma Giovanni Pagliari alla guida tecnica della squadra: previo la sconfitta casalinga nel match d'esordio contro il Tolentino (4-0), i leopardiani proseguono una cavalcata vincente per l'intero girone di andata e occupano stabilmente il primo posto anche nel girone di ritorno, lasciandosi alle spalle le rivali Trastevere e Tolentino. Con 68 punti totalizzati, i giallorossi conquistano il campionato di Serie D con tre turni d'anticipo e approdano in Serie C, a distanza di 74 anni dall'ultimo campionato, disputato nella stagione 1947-1948.
Nello stesso anno, la Recanatese conquista anche lo Scudetto di categoria, vinto ai tiri di rigore contro il Giugliano diventando quindi la prima società delle Marche ad aver raggiunto tale riconoscimento.

## Colori e simboli

### Colori
I colori sociali della Recanatese sono il giallo e il rosso.

### Simboli ufficiali

#### Stemma
Lo stemma ufficiale della Recanatese è uno scudo a tre punte di colore giallo, con due strisce ai lati tinte di rosso, mentre al centro è raffigurato un leone (simbolo della città di Recanati) munito di una spada nella zampa destra con una corona araldica sul capo. Nella parte superiore si trova il nome societario – U.S. Recanatese – mentre nella parte bassa la dicitura 1923, data di nascita del club.

Lo stemma ufficiale dell'Unione Sportiva Recanatese

## Strutture

L'atleta recanatese Nicola Tubaldi

### Stadio
La squadra disputate le partite interne nello stadio Nicola Tubaldi, intitolato nel 1992 all'omonimo sportivo distintosi nell'ambito dell'atletica leggera, tra gli anni gli anni sessanta e gli anni settanta. Costituito da una pista di atletica leggera e con una capienza di 2.000 posti (di cui 1.000 al coperto da una tribuna in ferro), dal 2012 il campo è munito di un manto in erba sintetica, mentre le dimensioni del terreno da gioco si estendono per 101 x 62 m².

### Centro di allenamento
Il campo di allenamento della Recanatese è lo stadio Nicola Tubaldi.

## Società

### Settore giovanile
Il settore giovanile è costituito da 13 squadre che partono dai Piccoli Amici (età compresa tra i 7 e gli 8 anni), due team intitolati Primi Calci (con una squadra di 8 è una da 9 anni), due team di Pulcini (rispettivamente da 10 e da 11 anni), due squadre di Esordienti (di 12 e di 13 anni), una squadra femminile Under-15/17 (compresa tra i 15 e 17 anni), gli Under-14 Giovanissimi (di 14 anni), gli Under-15 Giovanissimi (di 15 anni), gli Under-16 Allievi (di 16 anni), gli Under-17 Allievi (di 17 anni) e gli Juniores Nazionale Under-19 (di 19 anni).
Nella stagione 2017-2018, la Juniores Nazionale Under-19 conquistò il campionato Nazionale Juniores, laureandosi campione d'Italia per la prima volta nella sua storia.

## Allenatori e presidenti
- 1923-2000 ...
- 2000-2001  Andrea Emili
 Emidio Oddi
- 2001-2002  Francesco Grilli
 Andrea Tubaldi
- 2002-2003  Maurizio Di Clemente
 Andrea Tubaldi
- 2003-2004  Andrea Tubaldi
 Giuseppe Marino
- 2004-2005  Gianfranco Zannini
 Roberto Mobili
- 2005-2007  Roberto Mobili
- 2007-2008  Alessandro Porro
 Roberto Mobili
- 2008-2009  Roberto Mobili
- 2009-2010  Paolo Siroti
 Stefano Baldoni
- 2010-2011  Paolo Siroti
 Mirco Omiccioli
- 2011-2012  Mirco Omiccioli
- 2012-2013  Francesco Baldarelli
 Mirco Omiccioli
- 2013-2014  Gilberto Pierantoni
 Daniele Amaolo
- 2014-2015  Daniele Amaolo
 Lamberto Magrini
- 2015-2016  Lamberto Magrini
 Antonio Mecomonaco
- 2016-2017  Matteo Possanzini
 Antonio Soda
- 2017-2018  Alessandro Potenza (1ª-7ª)
 Marco Alessandrini (8ª-34ª)
- 2018-2019  Marco Alessandrini
- 2019-2020  Federico Giampaolo
- 2020-2021  Federico Giampaolo (1ª-17ª)
 Giovanni Pagliari (18ª-34ª)
- 2021-  Giovanni Pagliari

- 1923-2000 ...
- 2000-2002  Stefano Guzzini
- 2002-2003  Pietro Clementi
- 2003-2006  Michele Moretti
- 2006-2008  Michele Moretti e  Sandro Bravi
- 2008-2009  Sandro Bravi
- 2009-2012  Antonio Gambini
- 2012-2013  Antonio Gambini e  Sandrino Bertini
- 2013-2017  Sandrino Bertini
- 2017-2018  Adolfo Guzzini e  Sandrino Bertini
- 2018-  Adolfo Guzzini

## Calciatori

### Capitani
- ... (1923-20??)
- Nicola Moretti (20??-2012)
- ... (2012-2021)
- Alessandro Sbaffo (2021-)

### Contributo alle Nazionali
Il 4 giugno 2021 il portiere lituano Kajus Urbietis in forza alla Recatanese, fa il suo esordio nella Nazionale Under-21 nel match amichevole contro l'Estonia, terminata 2-0 in favore dei lituani. Successivamente lo stesso viene convocato in panchina contro la Slovacchia, nel match valevole per le qualificazioni al campionato europeo Under-21 del 2023. Tuttavia, esordisce dal primo minuto nella partita contro la Spagna, giocando anche i match del gruppo 3 contro Malta e Russia.

## Palmarès

### Competizioni nazionali
- Scudetto Serie D: 1

2021-2022

### Competizioni interregionali
- Serie D: 1

2021-2022 (girone F)

### Competizioni regionali
- Eccellenza: 1

2006-2007
- Promozione: 2

1989-1990 (girone B), 2005-2006 (girone B)

### Competizioni giovanili
- Campionato Juniores Nazionali: 1

2017-2018

### Onorificenze
- Diploma di Benemerenza LND-FIGC Società oltre 75 anni di attività – S.S. 2018-2019[25]

## Statistiche e record

### Partecipazioni ai campionati
Nazionali
| Livello | Categoria                       | Partecipazioni | Debutto   | Ultima stagione | Totale |
| ------- | ------------------------------- | -------------- | --------- | --------------- | ------ |
| 3º      | Serie C                         | 3              | 1947-1948 | 2023-2024       | 3      |
| 4º      | Serie D                         | 10             | 2014-2015 | 2025-2026       | 10     |
| 5º      | Campionato Interregionale       | 2              | 1990-1991 | 1991-1992       | 14     |
| 5º      | Campionato Nazionale Dilettanti | 5              | 1992-1993 | 1996-1997       | 14     |
| 5º      | Serie D                         | 7              | 2007-2008 | 2013-2014       | 14     |

Regionali
| Livello | Categoria             | Partecipazioni | Debutto   | Ultima stagione | Totale |
| ------- | --------------------- | -------------- | --------- | --------------- | ------ |
| V       | Prima Divisione       | 4              | 1948-1949 | 1951-1952       | 22     |
| V       | Promozione            | 6              | 1952-1953 | 1972-1973       | 22     |
| V       | Campionato Dilettanti | 2              | 1957-1958 | 1958-1959       | 22     |
| V       | Prima Categoria       | 10             | 1959-1960 | 1968-1969       | 22     |
| VI      | Seconda Categoria     | 1              | 1969-1970 | 1969-1970       | 24     |
| VI      | Prima Categoria       | 5              | 1972-1973 | 1977-1978       | 24     |
| VI      | Eccellenza            | 8              | 1997-1998 | 2006-2007       | 24     |
| VI      | Promozione            | 10             | 1980-1981 | 1989-1990       | 24     |
| VII     | Prima Categoria       | 2              | 1978-1979 | 1979-1980       | 4      |
| VII     | Promozione            | 2              | 2004-2005 | 2005-2006       | 4      |

### Partecipazione alle coppe
| Competizione         | Partecipazioni | Debutto   | Ultima stagione | Totale |
| -------------------- | -------------- | --------- | --------------- | ------ |
| Coppa Italia Serie C | 1              | 2022-2023 | 2022-2023       | 1      |
| Coppa Italia Serie D | 14             | 2007-2008 | 2021-2022       | 14     |
| Poule Scudetto       | 1              | 2021-2022 | 2021-2022       | 1      |

### Statistiche individuali
| Record di presenze - 308 Luca Patrizi (2005-2017) - 218 Nicola Moretti (2004-2012) - 200 Pablo Ismael Garcia (2008-2017) - 173 Jacopo Zannini (2004-2012) - 155 Lorenzo Salvetti (2005-2010) - 148 Gianluca Ristè (2006-2008; 2008-2013) - 143 Alessandro Sbaffo (2020-2025) - 142 Diego Senesi (2003-2010) - 139 Luca Senigagliesi (2016-) - 133 Claudio Brugiapaglia (2010-2016) - 127 Giacomo Iommi (2005-2010) | Record di reti - 67 Alessandro Sbaffo (2020-) - 59 Manuel Pera (2017-2021) |

#### Capocannonieri
- Nella stagione 2021-2022 disputata nel campionato di Serie D, il centrocampista Alessandro Sbaffo vince la classifica marcatori del girone F, con 24 reti totali[26][27].

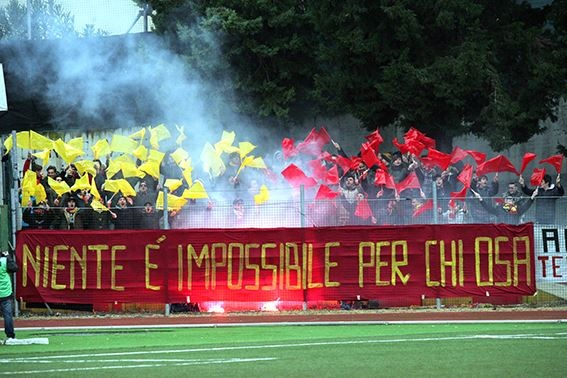
La tifoseria recanatese durante il match contro l'Ancona

## Tifoseria

### Storia
I primi segni di tifo organizzato si intravedono già alla fine degli anni '70. Tra gli anni '80 e gli anni '90 si susseguono molti gruppi in curva tra i quali Marsumaglia Giallorossa, UR (Ultras Recanati), Onda d'urto, usrUltras e Vecchia Maniera. Nel 2004 nascono gli Irriducibili, che danno nuova linfa al movimento ultras leopardiano, seguiti nel 2010 dalla nascita dei Commandos. Al momento l'unico gruppo ultras al seguito della compagine giallorossa è la Nuova Guardia, nato al termine della stagione 2023/2024.

### Gemellaggi e rivalità
La tifoseria recanatese è gemellata con le tifoserie della Vadese, della Fermana e del Termoli, quest'ultimo tuttavia, cessato nel maggio 2022, mentre vi è una rivalità accesa con le tifoserie del Potenza Picena, della Vis Pesaro[1] , della Vigor Senigallia, della Santegidiese, della Pro Vasto, dell'Isernia e del Montegiorgio. 
Rapporti non idilliaci sono da segnalare anche con la tifoseria del Campobasso.